# Reuben Hersh
Reuben Hersh (9 de dezembro de 1927 – 3 de janeiro de 2020) foi um matemático estadunidense, conhecido por suas publicações sobre a natureza, prática e impacto social da matemática. 
Após obter um bacharelado em literatura inglesa na Universidade Harvard em 1946, Hersh passou uma década escrevendo para a Scientific American e trabalhando como mecânico. Depois de perder o polegar direito ao trabalhar com uma serra fita, decidiu estudar matemática no Instituto Courant de Ciências Matemáticas. Em 1962 obteve um Ph.D. em matemática pela Universidade de Nova Iorque, orientado por Peter Lax. Foi professor da Universidade do Novo México desde 1964, onde foi professor emérito.
Hersh é mais conhecido por ter sido co-autor com Philip J. Davis de The Mathematical Experience (1981), que recebeu o National Book Award em ciências

## Livros
- 1981, Hersh and Philip Davis. The Mathematical Experience. (Mariner Books, 1999).
- 1986, Hersh and Philip Davis. Descartes' Dream: The World According to Mathematics. (Dover, 2005)
- 1997. What Is Mathematics, Really? Oxford Univ. Press.
- 2006, edited by Hersh. 18 Unconventional Essays on the Nature of Mathematics. Springer Verlag.
- 2009, Hersh and Vera John-Steiner. Loving and Hating Mathematics.Princeton University Press
- Greenwood, P.; Hersh, R. "Stochastic differentials and quasi-standard random variables", Probabilistic methods in differential equations (Proc. Conf., Univ. Victoria, Victoria, B. C., 1974), pp. 35–62. Lecture Notes in Math., Vol. 451, Springer, Berlin, 1975.
- 2014, Reuben Hersh. Experiencing Mathematics: What do we do, when we do mathematics? American Mathematical Society.
- 2015, Reuben Hersh.  Peter Lax:  Mathematician.  American Mathematical Society.